# Mérens (Frankrijk)
Mérens is een gemeente in het Franse departement Gers (regio Occitanie) en telt 61 inwoners (2009). De plaats maakt deel uit van het arrondissement Auch.

## Geografie
De oppervlakte van Mérens bedraagt 4,0 km², de bevolkingsdichtheid is dus 15,3 inwoners per km².

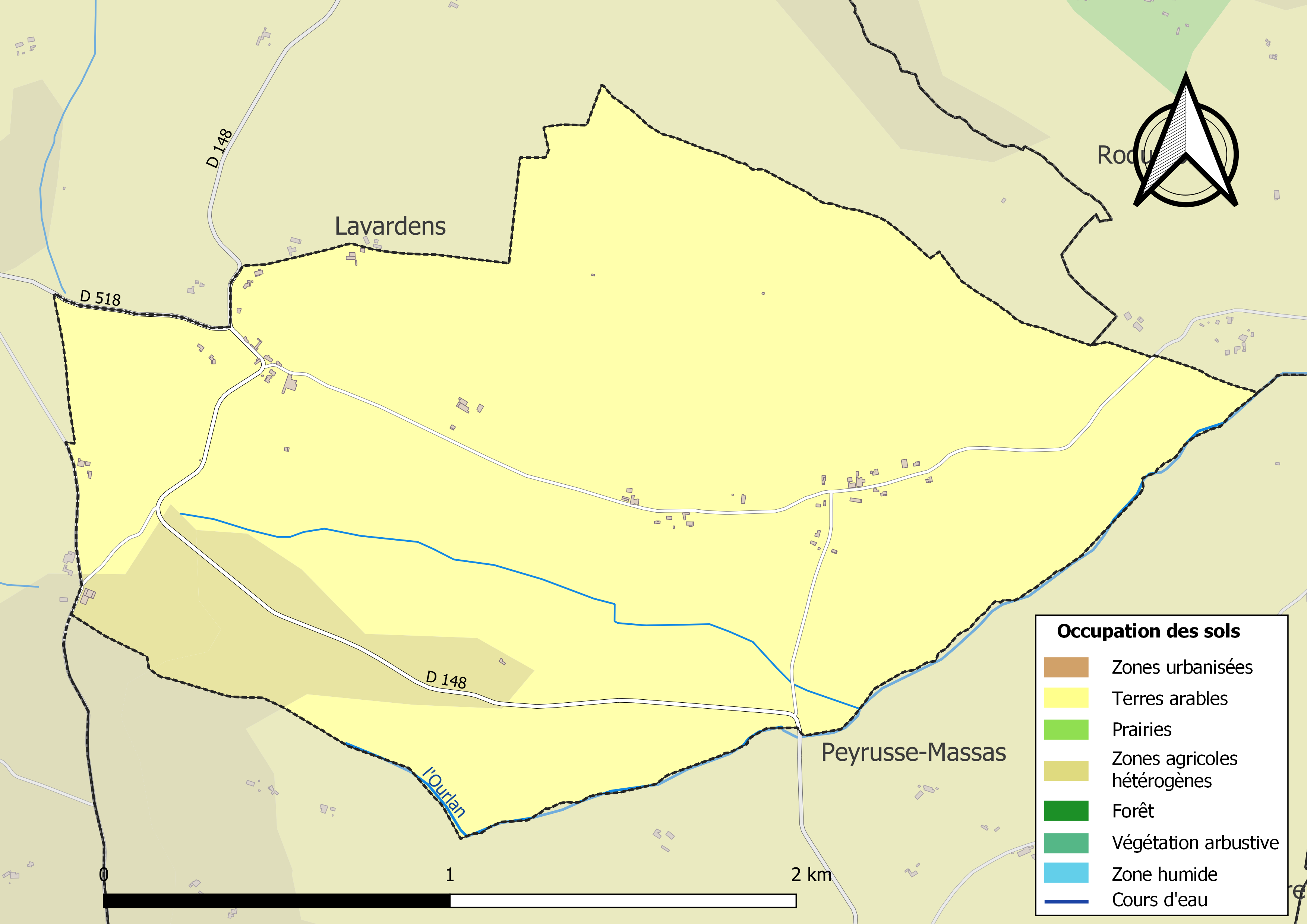
Kaart van de gemeente met belangrijkste infrastructuur, bodemgebruik en omliggende gemeenten

## Demografie
Nevenstaande figuur toont het verloop van het inwonertal (bron: INSEE-tellingen).